# 放逸
放逸，佛教術語，指不去追求善良的事物。這被認為是一種惡的心所，會帶來煩惱，說一切有部將其列入大煩惱地法中。其反義字為不放逸。

## 概論
放逸為不修習善法，對於惡法不加防護。心依止貪、瞋、癡以及懈怠，即稱為放逸。放逸的反義，為不放逸，經由精進可以對治放逸。